# Мак-Леннан, Джон Фергусон
Джон Фе́ргюсон Мак-Ле́ннан (англ. John Ferguson McLennan; 14 октября 1827 — 16 июня 1881) — шотландский юрист и этнолог, чьи идеи о культурной эволюции в родстве и происхождении религии до сих пор стимулируют антропологические исследования.

## Биография
Родился в Инвернессе, Шотландия, в семье страхового агента Джона Мак-Леннана и его жены — Джейсси Росс. Учился в Королевском колледже Абердин, который закончил в 1849 году. Затем поступил в Тринити-колледж в Кембридже, однако оставил его без получения диплома.
Мак-Леннан провёл два года в Лондоне, писал статьи для газеты «Лидер» и других периодических изданий.
После двух лет работы в Лондоне вернулся назад в Эдинбург, где в 1857 году был принят в коллегию адвокатов. В 1862 году женился на Мэри Белл, и у них родилась дочь.
В 1870 году умерла жена Мак-Леннана, поэтому он снова переехал в Лондон. В 1871 году занимал пост чиновника в шотландском парламенте.
Здоровье Мак-Леннана было сильно подорвано из-за туберкулёза. Во время зимовки в Алжире страдал от приступов малярии. Умер Мак-Леннан в 1881 году от чахотки в Кенте.

## Основные труды
Несмотря на успех в области права, Мак-Леннан получал больше удовольствия от написания антропологических работ. Он писал на темы семьи, брака, родства и связанных с ним обычаев. В работе «Первобытный брак» (1865) он предложил социальную эволюционную теорию брака, а также системы родства согласно естественным законам. Также он отвергал патриархальное общество на ранней стадии, становясь на защиту родни по отцовской линии как более базовую в эволюции. Хотя эта теория и отвергнута сегодня, однако имеет значительное влияние на сферу антропологии.
Мак-Леннан также написал «Жизнь Томаса Драммонда» (1867). Материалы, которые он накапливал о родстве отредактировала его вдова и Артур Платт под названием «Исследование древнего мира: второе издание» (1896).
Работа Мак-Леннана оказала значительное влияние на историю религии. В исследовании «Поколение животных и растений» (две части, 1869—1870) Мак-Леннан предложил теорию связи между социальными структурами и простыми религиями. Также он придумал термин «тотемизм», который впоследствии оказался полезным для социологов и религиоведов, в частности для Уильяма Робертсона-Смита и Эмиля Дюркгейма.